# HMS Vanoc (H33)
«Венок» (англ. HMS Vanoc (H33) — військовий корабель, ескадрений міноносець «Адміралті» типу «V» Королівського військово-морського флоту Великої Британії за часів Першої та Другої світових війн.
«Венок» був закладений 20 березня 1916 року на верфі компанії John Brown & Company у Клайдбанку. 14 червня 1917 року він був спущений на воду, а 15 серпня 1917 року увійшов до складу Королівських ВМС Великої Британії.
Есмінець брав участь у бойових діях на морі в Першій та Другій світових війнах, бився в Північній Атлантиці, біля берегів Африки, на Середземному морі, супроводжував конвої. За проявлену мужність та стійкість у боях бойовий корабель заохочений чотирма бойовими відзнаками.

## Історія служби
З початку Другої світової війни есмінець брав участь у конвоюванні та патрулюванні у протоці Ла-Манш. Потім «Венок» дія у складі сил Командування Західних підходів для забезпечення прикриття конвоїв, що проходили по Південно-Західних проходах. 28 грудня 1939 року він разом з «Вайтхолл», «Вірлвінд» та «Віверн» вийшли на ескорт конвою OG 21, що прямував до Гібралтару. Британські ескадрені міноносці перебували з транспортним конвоєм до передачі його французьким військовим кораблям, після чого повернули на базу.
З січня 1941 року «Венок» увійшов до 5-ї ескортної групи Командування Західних підходів, з базуванням у Ліверпулі.
8 січня 1940 року «Венок» з есмінцями «Волонтір», «Венеція» та «Віконт» ескортували конвой HG 13 на завершальній фазі його переходу з Гібралтару до Ліверпуля.
До початку вторгнення німецького вермахту в Норвегію переведений до Домашнього флоту та 11 квітня 1940 року вийшов разом з крейсером «Каїр» з есмінцями «Волонтир», «Візерінгтон», «Вірлвінд», «Венок» та «Хайлендер», що ескортували конвой NP 1 з британськими військами до норвезького Нарвіка.
14 квітня крейсери «Каїр» і «Бірмінгем», есмінці «Венок», «Вірлвінд» та «Хайлендер» супроводжували польський лайнер «Хробрий» та лайнер «Імператриця Австралії» до Намсуса. Протягом квітня-травня прикривав британські та французькі кораблі, що діяли біля норвезьких берегів.
Після поразки британських експедиційних сил на півночі Норвегії, наприкінці травня 1940 року разом з есмінцями «Ерроу», «Файрдрейк», «Гавлок» та «Еко» евакуював англійських солдатів із Буде.
29 листопада «Венок» встановлював міни в безпосередній близькості до портів Шербур та Гавр з есмінцями «Ікарус», «Волонтир» та «Вітч».
16 березня 1941 року німецькі ПЧ U-99 і U-100 затопили шість суден конвою HX 112; наступного дня обидва човни були затоплені есмінцями ескорту «Волкер» і «Венок»
8 грудня 1942 року есмінець з іншими ескадреними міноносцями «Антілоуп», «Поркьюпайн», «Бореас» і польським «Блискавиця» ескортував десантні судна «Отранто», SS Tegelberg і плавучу базу ПЧ «Мейдстоун» до Орана, коли піддались атаці німецького підводного човна. «Поркьюпайн» був уражений торпедою німецького підводного човна U-602, який випустив чотири торпеди в «Мейдстоун», але промазав й лише одна влучила в британський есмінець. У наслідок вибуху 7 осіб загинуло та три дістали поранень, корабель від отриманих пошкоджень розколовся навпіл.
Напрочуд «Поркьюпайн» не затонув і лишився на плаву. Весь екіпаж, за винятком критично необхідного персоналу, підібрав «Венок», а рештки корабля відбуксував фрегат «Екс» до Арзева у Французькому Алжирі.
16 березня 1944 року у Гібралтарській затоці «Венок» за підтримки фрегата «Аффлек» та трьох американських PBY «Каталін» потопив глибинними бомбами німецький підводний човен U-392 з усім екіпажем.